# Портіко-е-Сан-Бенедетто
Портіко-е-Сан-Бенедетто (італ. Portico e San Benedetto) — муніципалітет в Італії, у регіоні Емілія-Романья,  провінція Форлі-Чезена.
Портіко-е-Сан-Бенедетто розташоване на відстані близько 250 км на північ від Рима, 65 км на південний схід від Болоньї, 31 км на південний захід від Форлі.
Населення — 772 особи (2014).

## Демографія
Населення за роками:

Станом на 1 січня 2023 року в муніципалітеті офіційно проживало 120 іноземців з 28 країн, серед них 12 громадян країн Євросоюзу.

## Сусідні муніципалітети
- Марраді
- Премількуоре
- Рокка-Сан-Кашіано
- Сан-Годенцо
- Тредоціо